# نوبی، کوئینزلند
نوبی (به انگلیسی: Nobby) یک شهرک در استرالیا است که در کوئینزلند واقع شده‌است.